# Adriana Cerezo
Adriana Cerezo Iglesias (Alcalá de Henares, 24 de noviembre de 2003) es una deportista española que compite en taekwondo.
Participó en dos Juegos Olímpicos de Verano, obteniendo una medalla de plata en Tokio 2020, en la categoría de –49 kg, y el noveno lugar en París 2024, en la misma categoría.
Ganó una medalla de bronce en el Campeonato Mundial de Taekwondo de 2023, tres medallas en el Campeonato Europeo de Taekwondo entre los años 2021 y 2024, y una medalla de oro en los Juegos Europeos de Cracovia 2023.

## Trayectoria
Comenzó a practicar taekwondo a los cuatro años y más tardé se inscribió en el Club Hankuk de San Sebastián de los Reyes.
En los Juegos de Tokio 2020, en la categoría de –49 kg, derrotó en dieciseisavos de final a la serbia Tijana Bogdanović, en octavos a la china Wu Jingyu y en semifinales a la turca Rukiye Yıldırım, y en la final perdió contra la tailandesa Panipak Wongpattanakit con un resultado de 11-10. En París 2024 perdió en los cuartos de final contra la iraní Mobina Nematzadeh y terminó en la novena posición.
En los Juegos Europeos de Cracovia 2023 obtuvo la medalla de oro en la prueba de –49 kg al ganar la final contra la turca Merve Dinçel.
Ganó dos títulos en el Campeonato Europeo de Taekwondo, en 2021 ganando la final a la rumana Liana Musteață y en 2024 derrotando nuevamente en la final a Merve Dinçel.
Estudió el grado de Criminalística en la Universidad de Alcalá.

## Palmarés internacional
| Juegos Olímpicos   | Juegos Olímpicos         | Juegos Olímpicos  | Juegos Olímpicos |
| Año                | Lugar                    | Medalla           | Categoría        |
| ------------------ | ------------------------ | ----------------- | ---------------- |
| 2020               | Tokio (Japón)            | Medalla de plata  | –49 kg           |
| Campeonato Mundial |                          |                   |                  |
| Año                | Lugar                    | Medalla           | Categoría        |
| 2023               | Bakú (Azerbaiyán)        | Medalla de bronce | –49 kg           |
| Juegos Europeos    |                          |                   |                  |
| Año                | Lugar                    | Medalla           | Categoría        |
| 2023               | Krynica-Zdrój (Polonia)  | Medalla de oro    | –49 kg           |
| Campeonato Europeo |                          |                   |                  |
| Año                | Lugar                    | Medalla           | Categoría        |
| 2021               | Sofía (Bulgaria)         | Medalla de oro    | –49 kg           |
| 2022               | Mánchester (Reino Unido) | Medalla de bronce | –49 kg           |
| 2024               | Belgrado (Serbia)        | Medalla de oro    | –49 kg           |